# Fermont
Fermont – miasto w Kanadzie, w prowincji Quebec, w regionie Côte-Nord i MRC Caniapiscau. Miasto powstało w 1974 roku na potrzeby górników pracujących przy wydobyciu rud żelaza z pobliskiej góry Mont Wright. Nazwa miasta wywodzi się z połączenia francuskich słów: Fer-żelazo Mont-góra.
Liczba mieszkańców Fermont wynosi 2 633. Język francuski jest językiem ojczystym dla 96,8%, angielski dla 2,3% mieszkańców (2006).